# إسير X960
أسير X960 (بالإنجليزية: Acer X960)‏ هو هاتف ذكي من إيسر يعمل بنظام ويندوز موبايل، تم طرحه في الأسواق في الربع الثاني من عام 2009.

## الخصائص
- نظام التشغيل: ويندوز موبايل
- الكاميرا الأمامية: 3.2 ميجابكسل
- الشاشة: شاشة لمس إل سي دي 640 × 480
- الوزن: 131.5 غرام
- المعالج: 533 ميجا هرتز
- الذاكرة: 128 ميجابايت